# Izan Almansa
Izan Almansa Pérez (Murcia, 7 giugno 2005) è un cestista spagnolo.

## Carriera

### Squadra
Cresciuto nei settori giovanili di Murcia e Real Madrid, nel 2021 si trasferisce nella Overtime Elite, con cui resta per due stagioni.
Il 30 giugno 2023 firma il primo contratto professionistico con la NBA G League Ignite; dopo una buona stagione a livello individuale, nel 2024 si dichiara per il draft NBA, salvo poi ritirare il proprio nome.
Il 29 giugno si trasferisce ai Perth Wildcats.

### Nazionale
Con le nazionali giovanili spagnole ha vinto la medaglia d'argento al Mondiale Under-17 del 2022, in cui è stato nominato MVP del torneo, la medaglia d'oro all'Europeo Under-18 dello stesso anno, vincendo anche in questo caso il premio di MVP, e la medaglia d'oro al Mondiale Under-19 del 2023, in cui è nuovamente stato nominato MVP.
Il 22 novembre 2024 ha esordito con la nazionale maggiore, nella partita di qualificazione all'Europeo 2025 vinta per 76-72 contro la Slovacchia, in cui ha messo a segno 10 punti.